# Morituri (1948)
Morituri ist ein im Winter 1947/1948 gedrehter deutscher Spielfilm von Eugen York; in Österreich lief der Film unter dem Titel Freiwild. Er gilt – neben Kurt Maetzigs Ehe im Schatten (1947) und Herbert B. Fredersdorfs Lang ist der Weg (1948) – als einer der ersten deutschen Spielfilme, der sich mit dem Holocaust auseinandersetzte.

## Handlung
Osteuropa, in der Spätphase des Zweiten Weltkriegs: In einem nationalsozialistischen Konzentrationslager verrichtet ein polnischer Arzt, dessen Ehefrau einst von der SS ermordet wurde, seinen Dienst. Seine Aufgabe ist es, die Arbeitsfähigkeit der Lagerinsassen festzustellen. Als wieder einmal die Häftlinge auf dem Lagerhof zum Appell antreten müssen, untersucht er die ausgemergelten Gestalten aus aller Herren Länder und erklärt eine Reihe von ihnen für arbeitsunfähig. Diese sind damit jedoch zu „Todgeweihten“ geworden und müssen fürchten, wenig später vergast zu werden. Daraufhin entschließt sich der Arzt, den fünf Häftlingen zur gemeinsamen Flucht zu verhelfen.
Tatsächlich gelingt der Ausbruch des kleinen Trupps, und man erreicht ein Waldstück, in dem man sich verstecken kann. Dort treffen die zerlumpten und entkräfteten Häftlinge auf mehrere Familien, die ebenfalls untergetaucht sind, um sich vor den deutschen Soldaten zu verbergen. Man will hier auf die nahenden sowjetischen Rotarmisten als Befreier warten. Zwar rückt die Front allmählich näher, aber die Hoffnung wechselt immer wieder mit der Angst, doch noch von SS oder Soldaten der Wehrmacht entdeckt und erschossen zu werden. Bald werden die Lebensmittel knapp. Weitere Flüchtlinge, darunter auch polnische Familien auf der Flucht vor SS und Gestapo, versammeln sich im Wald. Einige von ihnen haben Nahrung mitgebracht und erleichtern ein wenig die höchst angespannte Situation.
Die Gerüchte, dass sich Menschen vor den Deutschen im Wald versteckt halten, erreichen schließlich auch die deutsche Seite. Daraufhin beginnt die SS den Wald systematisch zu durchkämmen. Der Arzt, der soeben eine Brücke gesprengt hat, versucht die Abgetauchten zu warnen und ihnen bei der Suche nach einem Fluchtweg zu helfen. Dabei wird er erschossen. Als den Juden und Polen ein Wehrmachtssoldat in die Hände fällt, wissen sie nicht, was sie mit ihm anfangen sollen. Manche wollen den Soldaten sogleich töten. Ein ehemaliger jüdischer Strafverteidiger eröffnet ein Tribunal; er plädiert dafür, den Deutschen leben zu lassen, da man nichts über seine Schuld wisse. Schließlich lässt ihn einer der ehemaligen KZ-Häftlinge laufen.
Als bekannt wird, dass die Deutschen das Waldgebiet wegen eines Anschlags auf die Eisenbahn durchkämmen wollen, bricht Verzweiflung aus. Man öffnet eine erbeutete deutsche Holzkiste in der Hoffnung auf Verpflegung, findet aber nur Spirituosen. Im Rausch beginnt man wild zu tanzen, um zuletzt noch das volle Leben zu kosten. Dabei fällt auch der namensgebende Spruch "morituri te salutant". Plötzlich taucht der deutsche Soldat auf und dankt sein Überleben damit, dass er auf seiner Flucht vor den Russen den Verzweifelten zuruft, die Front sei gefallen. Die „Morituri“ sind damit gerettet und gehen als Gruppe einer lichten Zukunft entgegen.

## Produktion und Hintergründe
Morituri ist lateinisch, heißt „die Todgeweihten“, und erinnert an den angeblichen Gladiatorengruß Ave Caesar, morituri te salutant im antiken Rom.
Artur Brauner, der den Krieg im Untergrund überlebt hatte, gründete im Herbst 1946 die Firma CCC-Film, um Morituri zu produzieren. In Curt Riess’ Erinnerungsband Das gibt’s nur einmal heißt es dazu: „Um diesen Film auf die Beine zu stellen, muß Brauner eine Filmgesellschaft gründen, die Central Cinema Company, und dazu braucht er eine Lizenz. Er geht zu den Amerikanern. Die sagen nein. Er geht zu den Engländern, die sagen weder ja noch nein. Es vergehen Monate. Kein Bescheid kommt. Dann geht er zu den Russen. Die sagen ja und nein. Auf der einen Seite sei es ja sehr lobenswert, einen solchen Film zu machen, auf der anderen Seite aber auch sehr gefährlich. Brauner geht zu den Franzosen. Die verlangen das Drehbuch und schicken es nach Paris. […] Warum die Ablehnung? Wie kommt es, dass ein Mann wie Erich Pommer sich gegen dieses Filmprojekt stellt? Wie kommt es, dass die Engländer sich nicht entscheiden können? Daß selbst die Franzosen zögern – obwohl sie ihm schließlich die Lizenz geben?“
Auch nach dem Lizenzerhalt musste sich Brauner zahlreichen Problemen stellen, vor allem pekuniärer und organisatorischer Natur, aber auch solchen der Materialbeschaffung in einem von einem Krieg komplett verwüsteten Land. Da der Aufwand immens groß und die Finanzierung nicht gesichert war, konnte mit der Realisierung von Morituri erst nach der Herstellung und der im August 1947 erfolgten Aufführung der belanglosen Komödie Herzkönig, die Brauner das nötige Startkapital einspielte, begonnen werden.
Die Dreharbeiten fanden von September 1947 bis Januar 1948 statt. Die Premiere war am 28. August 1948 im Rahmen der Filmfestspiele von Venedig. Die deutsche Erstaufführung fand am 24. September 1948 in Hamburg statt. Am 16. November 1948 wurde Morituri erstmals in Berlin gezeigt. Am 7. April 1991 lief der Film im ZDF und damit erstmals im deutschen Fernsehen.
Die Außenaufnahmen entstanden bei Schildow in der Mark Brandenburg, die Studioaufnahmen im CCC-Atelier in Berlin-Tempelhof. Der Film trägt autobiografische Züge des Produzenten Brauner. In Österreich lief Morituri 1949 unter dem Titel Freiwild.
Der 21-jährige Klaus Kinski gab in Morituri sein Leinwanddebüt. Er spielte einen holländischen Häftling. Für den soeben aus dem britischen Exil heimgekehrten Josef Almas war Morituri die letzte Filmrolle. Er verkörperte hier den jüdischen Rechtsanwalt Dr. Simon.
Schnittmeister Walter Wischniewsky diente Eugen York auch als Regieassistent. Die Bauten stammten von Hermann Warm, die Ausstattung besorgte Bruno Monden. Die Produktionsleitung übernahm Hans Lehmann.
Bei der Betrachtung des gesamten Filmstabes fällt auf, dass Produzent Brauner, der später mehrfach expressis verbis erklärt hatte, niemals mit den namentlich genannten Filmschaffenden Wolfgang Staudte und Hildegard Knef aufgrund von deren Verhalten im Dritten Reich arbeiten zu wollen, bei diesem Film eine beträchtliche Anzahl von Filmschaffenden beschäftigt hatte, die im NS-Staat massiv regimetreu gewirkt hatten: Regisseur York begann seine inszenatorische Laufbahn 1938 mit dem dokumentarischen Kurzpropagandafilm Wort und Tat und zeichnete 1943 für eine Reihe von Liese-und-Miese-Propagandabeiträgen für die Deutsche Wochenschau verantwortlich. Wischniewsky schnitt unter anderem die Propagandafilme Die Rothschilds, Der 5. Juni und Junge Adler, Kameramann Werner Krien fotografierte bis 1945 unter anderem Über alles in der Welt und … reitet für Deutschland, und Wolfgang Zeller war der Hauskomponist für eine Fülle von Tendenzproduktionen, unter anderem Der Herrscher, Menschen im Sturm und vor allem Jud Süß. Auch die Besetzungsliste weist eine Reihe von Schauspielern und Schauspielerinnen auf, die in zahlreichen nationalsozialistischen Propagandafilmen mitgewirkt hat.

## Rezeption
Der Film war ein gewaltiger Kassenflop. Produzent Brauner und Regisseur York wurden der „Nestbeschmutzung“ bezichtigt. In Das gibt’s nur einmal schrieb Riess zu diesem Komplex:

„Morituri wird im sowjetischen Sektor Berlins und in der Ostzone niemals aufgeführt. Auch im Westen ist es nicht leicht, den Film unterzubringen. In Berlin findet sich kein einziges Uraufführungstheater für ihn. Die Kinodirektoren sind überzeugt davon, dass „so etwas“ kein Geschäft werden kann. […] Nein, er wird kein Geschäft! Die Leute wollen „so etwas“ wirklich nicht mehr sehen oder vielleicht noch nicht. Regisseur York bekommt zwar viele Briefe begeisterter Zustimmung. Aber die Drohbriefe sind in der Überzahl. Aus den meisten geht hervor, daß die Schreiber überhaupt nicht begriffen haben, was mit dem Film bezweckt wurde. Sie sind der Ansicht, der Film sei antideutsch. […] In manchen Kinos wird der Film schon nach der ersten Vorstellung abgesetzt weil die betreffenden Theater renoviert werden müssen. Das empörte Publikum hat nämlich die Sitze zusammengeschlagen. Und Artur Brauner verliert an diesem Film die letzte Mark, die er noch besitzt. Trotzdem bereut er keinen Augenblick, ihn gedreht zu haben, wird es auch später nie bereuen.“

In Kay Wenigers Das große Personenlexikon des Films ist in der Biografie Yorks Folgendes zu lesen: „Im Herbst 1947 nahm Eugen York seine Arbeit wieder auf. Der Berliner Produzent Artur Brauner holte ihn für die dramatische Geschichte um eine Massenflucht von KZ-Insassen. „Morituri“, so der Titel dieses Films, wurde Yorks engagierteste und profilierteste Arbeit für das Kino.“ Die komplikationsreiche Entstehungsgeschichte des Films wird in Artur Brauners Eintrag angeschnitten: „Mit dem KZ-Fluchtdrama "Morituri" entstand im Winter 1947/48 unter schwierigsten Bedingungen Brauners zweites und zugleich auf Jahrzehnte hin engagiertestes Werk, mit dem er eigene Erlebnisse der Verfolgung und des Versteckens aufzuarbeiten versuchte.“
Heinrich Fraenkels Unsterblicher Film nannte Morituri „ein für die Menschlichkeit und die internationale Verständigung plädierendes Werk“
Das Lexikon des internationalen Films urteilte: „Der engagiert gestaltete, teilweise an Anna Seghers Roman „Das siebte Kreuz“ erinnernde und eigenes Erleben des Produzenten Artur Brauner mitverarbeitende Film ist dessen zweite Produktion in seinem seit Herbst 1946 lizenzierten Berliner Unternehmen.“ Die Onlineversion bezeichnet den Film als „[f]ast dokumentarisch entwickelt“, „gut gespielt“ und „glänzend fotografiert“. Er sei eine „herausragende deutsche Produktion der ersten Nachkriegsjahre.“